# John Thomas (basket-ball)
Pour les articles homonymes, voir Thomas et John Thomas.
John Thomas, né le 8 septembre 1975 à Minneapolis dans le Minnesota, est un joueur américain de basket-ball. Il évolue aux postes d'ailier fort et de pivot.